# تحت حمله
«تحت حمله» (انگلیسی: Under Attack) ترانه‌ای سینث-پاپ از ابرگروه سوئدی موسیقی پاپ آبا است که در سال ۱۹۸۲ منتشر شد. آبا این ترانه را در ۱۱ دسامبر ۱۹۸۲ به‌طور زنده در یکی از برنامه‌های زنده بی‌بی‌سی اجرا کرد که آخرین اجرای گروهی (چهارنفری) آنها با هم محسوب می‌شود.

## جداول موسیقی
| جدول (۱۹۸۳–۱۹۸۲)                | بالاترین رتبه |
| ------------------------------- | ------------- |
| آرژانتین                        | ۹             |
| استرالیا (گزارش موسیقی کنت)     | ۹۶            |
| بلژیک (اولتراتاپ ۵۰ فلاندرز)    | ۲             |
| فنلاند (جدول‌های رسمی فنلاند)    | ۸             |
| هلند (۴۰ آهنگ برتر)             | ۵             |
| هلند (۱۰۰ تک‌آهنگ برتر)          | ۷             |
| ایرلند (ایرما)                  | ۱۱            |
| تک‌آهنگ‌های بریتانیا (اوسی‌سی)     | ۲۶            |
| آلمان غربی (جدول‌های رسمی آلمان) | ۲۲            |